# Весна двадцять дев'ятого
«Весна двадцять дев'ятого» — радянський художній телефільм 1975 року, знятий на Одеській кіностудії.

## Сюжет
Фільм розповідає про будівельників першої п'ятирічки. Герой фільму — директор будівництва тракторного заводу Григорій Гай, людина невичерпної енергії, яка беззавітно віддана справі, змогла згуртувати колектив для дострокового завершення будівництва.

## У ролях
- Валерій Золотухін — Григорій Гай, директор будівництва тракторного заводу
- Віра Васильєва — Софія, секретар парткому
- Наталія Варлей — Елла Михайлівна, дружина Гая
- Олександр Леньков — Максим, інженер
- Ніна Ільїна — Анка, робітниця, кохана Максима
- Гіві Тохадзе — нарком
- Юрій Дубровін — Йолкін, голова профкому
- Сергій Яковлєв — Юрій Миколайович Гончаров, головний інженер будівництва тракторного заводу
- Ігор Дмитрієв — Груздєв, інженер
- Георгій Георгіу — Бєлковський, виконувач обов'язків директора
- Світлана Старикова — Ксенія Іванівна, секретар Григорія Гая
- Олег Бєлов — Сергій Манаєнков, інженер
- Олександр Барушной — Картер, американський інженер, представник фірми
- Юрій Тавров — Тиша, робітник із Полтавщини
- Вадим Іллєнко — Касторкін
- Мікаела Дроздовська — перекладачка
- Лев Перфілов — диспетчер, на будівництві тракторного заводу
- Валентина Прокоф'єва — медсестра
- Валентина Бражник — епізод
- Віра Кулакова — епізод
- Наталія Чичерова — епізод
- Віктор Демерташ — американець на зборах, який розмовляє з Картером
- Борис Молодан — епізод
- Олександр Гединський — епізод

## Знімальна група
- Режисер — Георгій Юнгвальд-Хількевич
- Сценарист — Марк Захаров
- Оператор — Євген Гречановський
- Композитор — Дмитро Шостакович
- Художник — Олександр Адамович